# Linnaemya sophia
Linnaemya sophia là một loài ruồi trong họ Tachinidae.